# Maják Lanvaon
Maják Lanvaon (francouzsky Phare de Lanvaon) je zadní náběžníkový maják, který se nachází v Plougeurneau.

## Historie
Maják Lanvaon byl uveden do provozu v roce 1868 v obci Plouguerneau ve Finistère. Byl postaven podle návrhu inženýra Alfreda Cahena. Maják postavila firma Martin v Landerneau.
Maják nahradil nenápadnou lucernu, která byla instalována 15. srpna 1845 v malé budce na římse ochozu zvonice kostela svatého Petra a Pavla v Plouguerneau. Toto světlo bylo stálé, bílé a často neviditelné. Navíc špatné počasí a mlha snižovaly jeho dosah.
Maják byl obýván do roku 1991.

## Popis

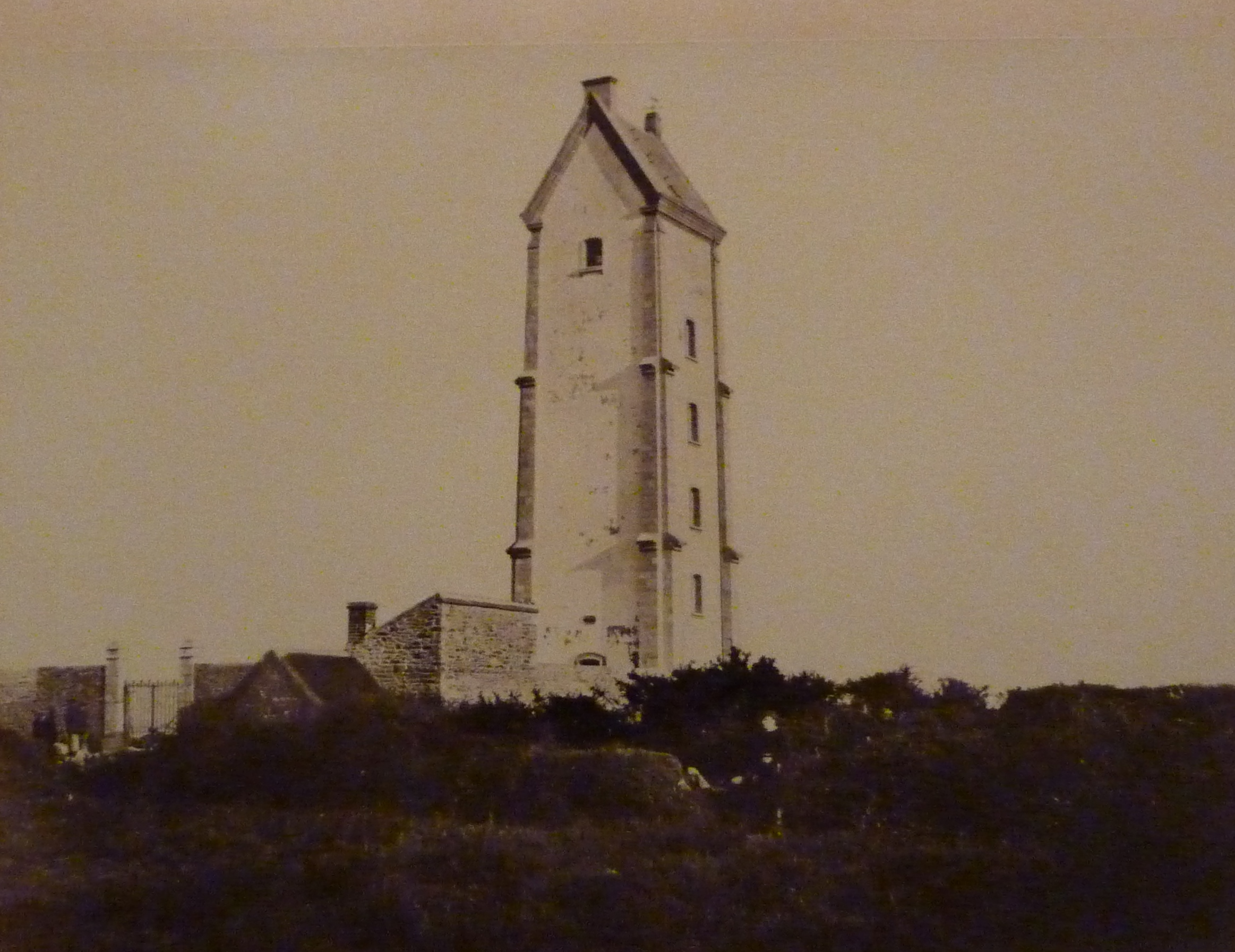
Maják Lanvaon v roce 1865, fotografii pořídil Jules Duclos

Maják je omítaná věž postavena půdorysu čtverce vysoká 27 m se šesti podlažími s neomítanými rohovými opěráky. Věž je postavena z lomového kamene ukončena sedlovou střechou. Její sokl, schodiště, okapnice na příporách, dveřní ostění a římsy jsou ze žuly. Schody a podlahy jsou dubové. Rohové opěráky jsou postavené z lomového kamene. Věž je omítnutá portlandskou cementovou maltou. V posledním patře byla v roce 1869 umístěna  Fresnelova čočka 4. řádu s červeným stálým světlem, které vyzařuje obdélným oknem pod červeným štítem. V roce 1934 byla nahrazena čočka novou s ohniskovou vzdáleností 0,29 m a v roce 1935 byl nahrazen hořák na rostlinný olej novým naftovým hořákem. V roce 1960 byl maják elektrifikován a zavedeno rychle blikající bílé směrové světlo. V roce 1973 byla instalována větrná turbína a čočka s ohniskovou vzdáleností 0,10 m s LED žárovkou 90 W  K majáku přiléhají technické místnosti postavené z kamene. V osmdesátých letech 20. století se technici rozhodli natřít štít věže orientovaný k moři na oranžovo a poté na červeno, aby byl z moře ve dne lépe vidět.

## Data
- Výška věže: 27 m
- Výška světla: 43 m n. m.[2]
- Dosvit: 13,5 nm (25 km) v sektoru 090°–110°,
- Charakteristika: Q Fl W[9]
- Nautofon:

### Označení
- ARLHS: FRA-322;[10]
- Admiralty: A1826.10;[9]
- NGA: 114-7708.[9]